# لذت سواری ۳
لذت سواری ۳ (انگلیسی: Joy Ride 3) فیلمی در ژانر مهیج است که در سال ۲۰۱۴ منتشر شد. از بازیگران آن می‌توان به کریستن پراوت اشاره کرد.

## خلاصه داستان
«روستی نیل» برگشته و دوباره می‌خواهد با بی عدالتی مبارزه کند. او این بار یک گروه خلافکار را می‌خواهد نابود کند…